# مايك وادزورث
مايك وادزورث هو دبلوماسي ومحامي كندي، ولد في 4 يونيو 1943 في أوتاوا في كندا، وتوفي في 28 أبريل 2004 في عيادة مايو في الولايات المتحدة بسبب ورم الدماغ.